# Martorelles
Martorelles è un comune spagnolo di 4 906 abitanti situato nella comunità autonoma della Catalogna.

## Storia

### Simboli
Il ramo di  mirto (in catalano murtra) è un simbolo tradizionale e fa riferimento al nome del paese. Lo stemma attuale è stato approvato con decreto della Generalitat de Catalunya del 15 marzo 2022, pubblicato sul Diari Oficial de la Generalitat de Catalunya (DOGC) numero 8630 del 21 dello stesso mese.
In precedenza, con decreto del 1º ottobre 1993, era stato adottato uno stemma simile in cui era rappresentato solo il ramo di mirto in campo d'argento.

Stemma attuale
Stemma precedente (1993-2022)

In seguito, il 19 luglio 2021 la giunta comunale iniziò le pratiche per modificare lo stemma con l'aggiunta dei pali d'Aragona poiché, secondo i documenti conservati nell'archivio comunale, Martorelles era una città sotto giurisdizione reale e il disegno del ramoscello è stato notevolmente semplificato.